# Namibia National Students Organisation

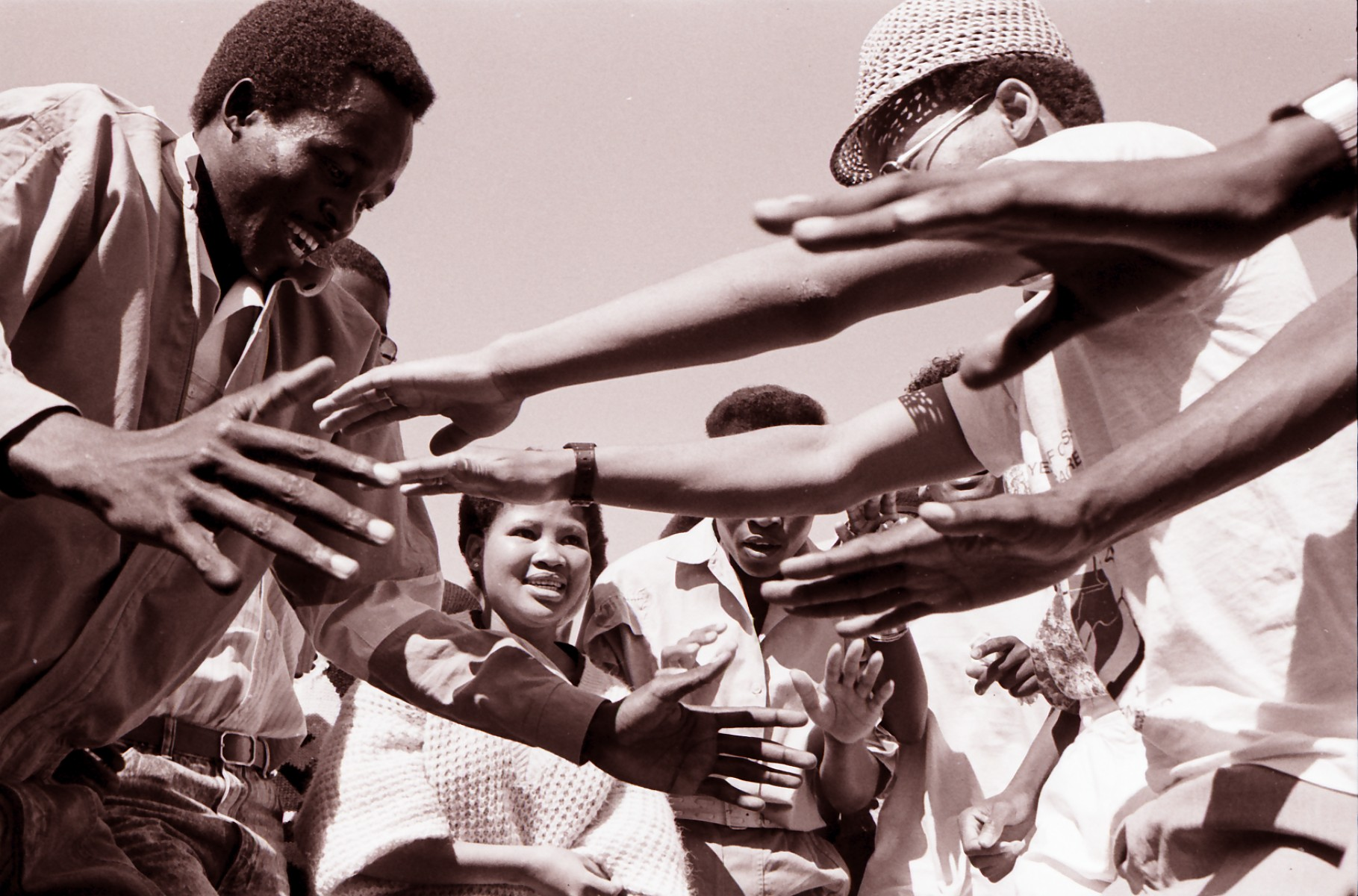
Studentenmarsch 1988

Die Namibia National Students Organisation (NANSO) ist die Studierendenvertretung in Namibia. Sie wurde im Juli 1984 als nicht-„rassische“, demokratische und unabhängige Studierendenvertretung gegründet. Sie ist die einzige anerkannte Vertretung der Studenten in Namibia. NANSO wird (Stand März 2019) von Ester Simon als Präsidentin geleitet.
Hauptziel ist die Förderung der Bildung zum Wohle der Jugend und Entwicklung einer nationalen Identität durch Initiativen der Studenten.

## Bekannte ehemalige Vorsitzende
- Peya Mushelenga – seit 2015 Minister für städtische und ländliche Entwicklung
- Bernadus Swartbooi – ehemaliger Vizeminister und aktuell Parteipräsident des Landless People’s Movement
- Pohamba Shifeta – seit 2015 Minister für Umwelt und Tourismus
- Joseph Diescho – Politikwissenschaftler und Professor